# رافاييل روسي
رافاييل روسي (بالإيطالية: Raffaele Carlo Rossi)‏ هو كاهن كاثوليكي إيطالي، ولد في 28 أكتوبر 1876 في بيزا في إيطاليا، وتوفي في 17 سبتمبر 1948 في Crespano del Grappa ‏ في إيطاليا.